# Kirchengut
Als Kirchengüter (lateinisch bona ecclesiastica), in einigen Fällen auch Klostergüter, bezeichnet man die im Eigentum der Kirche und der mit ihr verbundenen Institutionen befindlichen Vermögensobjekte.

## Arten
Man teilt sie ein in Stiftungsgüter (lateinisch Dos), mit denen die Kirche bei der Stiftung als Grundvermögen ausgestattet wurde, und neuerworbene Güter (lateinisch Bona noviter acquisita), die von der Kirche erst später erworben wurden. Sie sind entweder zum Nutzen einzelner Kirchenglieder bestimmt (lateinisch Bona particularia) wie z. B. die kirchlichen Pfründen (lateinisch Beneficia, Bona beneficialia), oder zu den allgemeinen kirchlichen Zwecken bestimmt (lateinisch Beneficia communia). Die letzteren wurden auch Kirchenärar (Kirchenkasten, lateinisch Fabrica ecclesiae) genannt.

## Geschichte

### Frühes Christentum
Bereits unter den ersten christlichen Kaisern ging ein Teil des profanierten Tempelgutes auf die christliche Kirche über, zugleich erhielt sie durch Vermächtnisse, Schenkungen, Erbschaften etc. große Reichtümer, die zu Gunsten des Klerus, zum Kirchenbau und besonders zu Wohltätigkeitszwecken verwendet wurden. Später bekam die Kirche durch die Fürsten Staatsgüter, und der im Fränkischen Reich per Gesetz eingeführte Zehnt vermehrte die Einkünfte der Kirche weiter. Besonders in der Zeit der Kreuzzüge erhielten die Kirchengüter bedeutenden Zuwachs, der ebenfalls vielen Wohltätigkeitsinstitutionen, aber auch der höheren Geistlichkeit sowie dem Bau und der künstlerischen Ausstattung von Kirchengebäuden zugutekam. Auch gab es damals Streitigkeiten mit den Lehnsherren der Kirche, die die Vakanzgelder und die Hinterlassenschaften der Prälaten für sich in Anspruch nahmen und auch sonst den Kirchengütern nicht immer den erwarteten Schutz gewährten.

### Reformationszeit und später
In der Reformationszeit erlitten die Kirchengüter bedeutende Verluste, indem den Landesfürsten, den Vasallen sowie den städtischen Haushalten und einzelnen Kirchengliedern beträchtliche Teile des Kirchengutes zufielen. Doch wurde auch manches zu milden Stiftungen, zur Gründung höherer wissenschaftlicher Anstalten etc. verwendet. Die gesetzlichen Bestimmungen über die rechtlichen Verhältnisse der Kirchengüter bilden einen Abschnitt des Kirchenrechts, und es hat sich, da die allgemeine kirchliche Gesetzgebung nicht ausreichend erschien, besonders die kirchliche Partikulargesetzgebung damit beschäftigt. Zunächst hat man dem Erwerbungsrecht der Kirchengüter gewisse Schranken gesetzt, was schon im 16. Jahrhundert durch die Amortisationsgesetze geschehen war. So waren z. B. nach dem Gesetz von 1833 alle Schenkungen an kirchliche inländische Anstalten der Behörde anzuzeigen, und ab einem Betrag von über 1000 Talern genehmigungspflichtig. In den katholischen Ländern wurde dieser Punkt meist in den Konkordaten geordnet.

## Eigentumsrecht
Die Frage über das Subjekt des Eigentums hat man dahin beantwortet, dass die einzelne Gemeinde oder das betreffende Institut als das berechtigte Subjekt für das Vermögen bezeichnet wird, das für besondere kirchliche Zwecke gestiftet wurde. Jedoch ist das Eigentumsrecht derselben insofern beschränkt, als die Wahrung der Kirchengüter und die Verhinderung jeder Zweckentfremdung Sache der kirchlichen Oberbehörde ist und der Gemeinde nur die Verwaltung zusteht. An den vom Staat verwalteten Zentral- und Religionsfonds hat nicht die Gemeinde, sondern die Landeskirche das Eigentum. Die von freigemeindlicher Seite bei Separationen vorgeschlagene Teilung der Kirchengüter unter die Ausscheidenden und Zurückbleibenden kann daher nicht stattfinden, weil sich dadurch die Substanz des Vermögens, der Parochie gegenüber, vermindern würde; ebenso wenig wie der Vorschlag, sämtliche Kirchenärarien zu einem allgemeinen Hauptfonds für kirchliche Zwecke zu vereinigen, wodurch der Charakter der Lokalstiftung verletzt wird. Bei dem Eigentum an den Gütern erloschener geistlicher Stiftungen, d. h. solcher, deren fundationsmäßige Bestimmung nicht mehr erreicht werden kann, kommt das frühere Heimfallsrecht nicht in Anwendung, sondern derartige Kirchengüter sind unter Verfügung des Staats nur wieder zu kirchlichen Zwecken zu verwenden. Rücksichtlich der Besteuerung der Kirchengüter von Seiten des Staates bildete sich seit der festeren Gestaltung der Steuerverfassungen in Deutschland meist der Grundsatz aus, dass die Kirchen und kirchlichen Stiftungen hinsichtlich des Dotalgutes von den ordentlichen Landessteuern durch Verträge, Verleihungen oder Herkommen gewöhnlich befreit waren, und nur in außerordentlichen Fällen hielten sich die Landesherren für berechtigt, auch die Kirchengüter, selbst ohne päpstlichen Indult, zur Besteuerung heranzuziehen. In den neueren Gesetzen finden sich die älteren Privilegien der Kirche und kirchlichen Stiftungen in dieser Beziehung bald erhalten, bald aber auch aufgehoben, oder doch wenigstens auf die unmittelbar zum Gottesdienst und zur Wohnung der kirchlichen Beamten bestimmten Gebäude beschränkt.

## Verwaltung
Die Verwaltung der Kirchengüter steht bei jeder Kirche besonderen kirchlichen Beamten zu, welche diese zunächst unter der Aufsicht der kirchlichen Oberen und mittelbar des Staates führen. Die Stellung dieser kirchlichen Beamten sowie deren Pflichtenkreis ist je nach der rechtlichen Natur und Bestimmung der verwalteten Stiftung etc. sehr verschieden. Bei den Kapiteln der Katholischen Kirche steht die Verwaltung zumeist dem Propst oder Dekan zu: bei den einzelnen Pfarrkirchen sind meist Kirchväter (Alterleute, Vitrici, Magistri fabricae) bestellt, die von den Kirchenoberen ernannt und unter unmittelbarer Mitwirkung bei Pfarrers, nach Befinden des Patrons, die Kirchengüter verwalten. Zuweilen ist aber auch den Gemeinden durch Bestellung von Ausschüssen, Wahl der Alterleute etc. eine Mitwirkung eingeräumt.
In der Evangelischen Kirche findet sich im Ganzen dieselbe Einrichtung, nur dass dabei schon früh ein Recht der Gemeinde auf Teilnahme an der Bestellung der Kirchenväter durch unmittelbare Wahl, sowie der Mitwirkung bei der Rechnungslegung gegeben war. In der neuesten Zeit ist aber auch vermöge der neuen Kirchengemeindeordnungen die Verwaltung der Kirchengüter den Gemeinden selbst, die zu diesem Zwecke Presbyterien, Kirchenkollegien etc. wählen, übertragen worden. Die Verantwortlichkeit der Verwalter des Kirchenvermögen richtet sich im Allgemeinen nach den Regeln über die Verantwortlichkeit der Vormünder. Die Partikularrechte beschränken aber den Wirkungskreis derselben meist noch mehr, indem diese die Verwalter meist auch bei minder wichtigen Verfügungen auf die erforderliche Genehmigung der Inspektion oder des Kirchenkollegiums verweisen, bei wichtigeren aber, namentlich allen Veräußerungen, selbst die Genehmigung der obersten Kirchenbehörde beantragen. Bei Verlusten, die der Kirche durch Versehen ihrer Verwalter erwachsen sind, steht der geschädigten Kirche das Recht auf Wiedereinsetzung in den vorigen Stand zu. Ein anderes Vorrecht der Kirchengüter besteht darin, dass Klagen, die sonst in 30 Jahren erlöschen würden, wenn sie der Kirche zustehen, erst nach Ablauf von 40 Jahren zur Erlöschung kommen und daher auch die Ersitzung kirchlicher Grundstücke erst nach Ablauf von 40 Jahren, nicht schon 39 Jahren, vollendet wird. Für den Fall, dass das eigene Vermögen der Kirche nicht ausreichen sollte, die Kirche in baulichem Wesen zu erhalten, wurden besonders durch das Tridentinische Konzil (Sess. XXI. 7) allgemeinere Bestimmungen getroffen. Hiernach sollen für diese Baukosten dann, wenn dieselben nicht aus der Fabrica ecclesiae bestritten werden können, zunächst die Patrone und alle diejenigen eintreten, die Einkünfte aus der Kirche beziehen, z. B. bei inkorporierten Kirchen die Stifter und Klöster, in die sie inkorporiert sind. Nach diesen sind die Parochialen zur Beitragspflicht heranzuziehen; wo aber auch dies Mittel nicht ausreicht, soll die Gemeinde einer andern einverleibt und das Kirchengebäude zu einem anderen anständigen Zwecke verwendet werden. Diese Bestimmungen bildeten die Grundlage für das gemeinsame Recht der Katholischen sowohl als der Evangelischen Kirche. Doch traten bei dieser Frage zahlreiche Ordnungen hinzu, die die Verpflichtung im Einzelnen genauer regelten. Die Pflicht der Parochianen ist gemeinrechtlich z. B. nur als eine persönliche aufzufassen; in den Partikularrechten ist sie dagegen meistenteils zu einer dinglichen Beschwerung mit der Natur einer Grundsteuer oder auch einer Reallast geworden, zu welchem Zwecke die Grundstücke einer Flur zuweilen in besondere Hufen (Kirchenhufen) geteilt sind.
In Beziehung auf Filialgemeinden besteht der Grundsatz, dass dieselben nur dann für die Mutterkirche beizutragen haben, wenn sie etwa in der letzteren zu Zeiten den Gottesdienst abzuwarten haben; sonst erstreckt sich die Pflicht der Filialen nur aus Unterhaltung der Tochterkirche und höchstens auf Unterhaltung der gemeinschaftlichen Pfarrgebäude.